# Laufen (Švýcarsko)
Laufen (pro odlišení od jiných stejnojmenných sídel označován také jako Laufen BL) je obec (malé město) ve švýcarském kantonu Basilej-venkov. Žije zde přibližně 5 600 obyvatel.

## Geografie
Laufen se nachází v údolí Laufental na řece Birs a na železniční trati z Basileje do Delémontu. Jeho nejvyšším bodem je vrch Mätteberg v nadmořské výšce 672 m a nejnižším bodem je břeh řeky Birs u Neumattu v nadmořské výšce 348 m. Rozloha obce je 1137 ha, z toho 28 % tvoří zemědělská půda, 53 % lesy, 18 % zastavěné plochy a 1 % neproduktivní půda.

## Historie

Letecký pohled (1950)

Od roku 58 př. n. l. do roku 470 n. l. patřil Laufen k Římské říši a po jejím rozpadu byl až do roku 500 alamanský. Poté údolí patřilo Franské říši a v letech 853–1033 Burgundskému království. Bezdětný burgundský král Rudolf III. daroval v roce 999 velkou část horního údolí řeky Birs basilejskému biskupovi (viz také knížecí biskupství Basilej).
Obec je poprvé zmiňována jako Loufen v roce 1141. V roce 1295 založil Peter Reich von Reichenstein městečko Laufen. V letech 1637–1639 byl Laufen zatažen do třicetileté války. Protestantští Švédové napadli biskupa, který byl zároveň říšským knížetem, a zpustošili údolí. Spolu s dalšími poddanými se někteří obyvatelé Laufenu v 18. století proti knížeti-biskupovi vzbouřili. S pomocí francouzských vojsk porazili vládce v Porrentruy. Během francouzské revoluce v roce 1792 byl Laufen po 87 dní součástí vlastního státu Jury, Rauracké republiky. Ta se v letech 1793–1813 stala součástí Francie. Laufen byl hlavním městem kantonu Laufon ve francouzském départementu Mont-Terrible.
Na Vídeňském kongresu v roce 1815 byla většina bývalého basilejského knížecího biskupství přidělena kantonu Bern, a tím i Švýcarské konfederaci. Krátce poté zaslalo jedenáct zástupců vesnic údolí Laufental městu a republice Bernu dopis, v němž vzdali hold svému „šťastnému osudu“. Hlavním městem okresu se Laufen stal až v roce 1846. V roce 1852 došlo ke sloučení dvou doposud samostatných obcí Laufen Stadt (město) a Laufen Vorstadt (předměstí). V roce 1872 byla otevřena nemocnice Feningerspital.
Po vytvoření kantonu Jura ze tří převážně katolických okresů Delémont, Porrentruy a Franches-Montagnes a některých obcí okresu Moutier se Laufental stal v roce 1979 odlehlou bernskou exklávou. V rámci několikaleté kaskády hlasování se Laufen v letech 1983 a 1989 rozhodl proti připojení ke kantonu Basilej-venkov, ale podruhé byl přehlasován. V roce 1994 se Laufen připojil ke kantonu Basilej-venkov.
V červnu 1973 a v srpnu 2007 bylo staré centrum Laufenu vážně zatopeno rozvodněnou řekou Birs, což způsobilo škody ve výši několika milionů švýcarských franků. V důsledku povodní v roce 2007 bylo koryto řeky Birs na několika místech renaturalizováno a rozšířeno, aby se zvýšila její odtoková kapacita.

## Obyvatelstvo
| Vývoj počtu obyvatel | Vývoj počtu obyvatel | Vývoj počtu obyvatel | Vývoj počtu obyvatel | Vývoj počtu obyvatel | Vývoj počtu obyvatel | Vývoj počtu obyvatel | Vývoj počtu obyvatel | Vývoj počtu obyvatel | Vývoj počtu obyvatel | Vývoj počtu obyvatel | Vývoj počtu obyvatel |
| -------------------- | -------------------- | -------------------- | -------------------- | -------------------- | -------------------- | -------------------- | -------------------- | -------------------- | -------------------- | -------------------- | -------------------- |
| Rok                  | 1722                 | 1850                 | 1870                 | 1900                 | 1930                 | 1950                 | 1960                 | 1970                 | 1980                 | 1990                 | 2000                 |
| Počet obyvatel       | 964                  | 1124                 | 1210                 | 217                  | 2570                 | 3181                 | 3955                 | 4723                 | 4444                 | 4766                 | 4857                 |

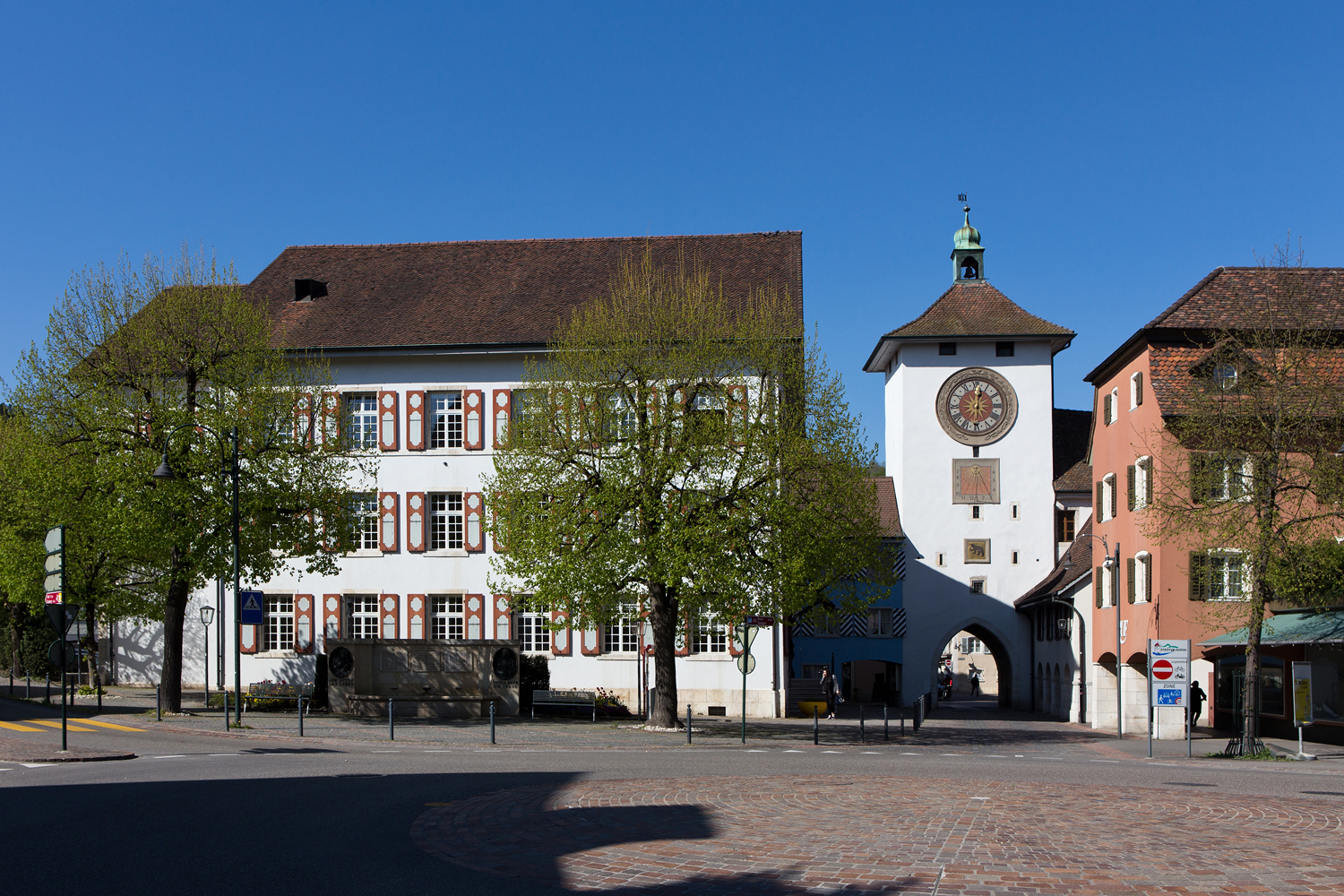
Radnice a hlavní brána v Laufenu

Dle statistiky z roku 2023 je 43,1 % obyvatel je římskokatolického vyznání a 10,6 % reformovaných. Podíl cizinců činil v roce 2023 28,3 %.

## Hospodářství
V Laufenu se usadily velké mezinárodní společnosti: výrobce bylinného cukru Ricola AG (původně Richterich und Compagnie, Laufen - odtud zkratka Ricola) a výrobce sanitární keramiky Laufen Bathrooms AG. Kromě toho v Laufenu sídlí od roku 1919 také významná zdravotní pojišťovna EGK-Gesundheitskasse. Společnosti těží z polohy v blízkosti města Basilej v příhraničním trojúhelníku Švýcarsko-Německo-Francie.

## Doprava

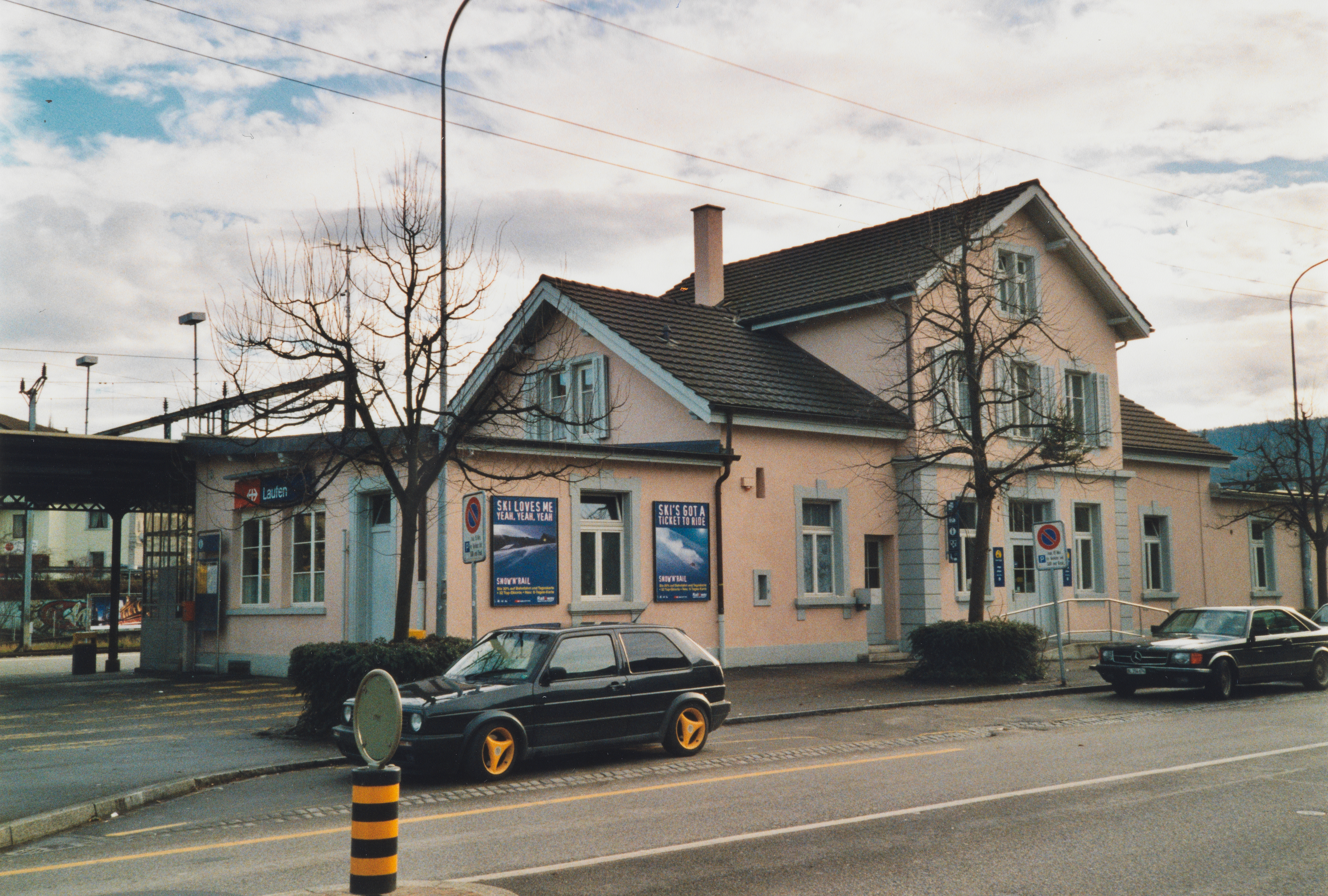
Železniční stanice Laufen

Laufen leží na hlavní silnici č. 18 z La Chaux-de-Fonds do Basileje a na jurské železniční trati z Bielu do Basileje.
Na nádraží jezdí každou hodinu  vlak InterCity na lince 51 z obou směrů a každou půlhodinu linka S3 basilejského S-Bahnu. Každý druhý vlak S-Bahn pokračuje do Delémontu a Porrentruy v kantonu Jura. Ve špičkách jezdí mezi Basilejí a Delémontem další vlaky a o víkendových nocích noční vlaky.
Zvláštností je autobusová linka 112, která obsluhuje zastávku ve Francii (Kiffis, Les Forges) a jezdí také do kantonu Jura (Ederswiler, po silnici Jurastrasse).
Laufen je poslední železniční zastávkou v tarifní síti severozápadního Švýcarska; jedinou možností, jak cestovat dále na západ v tarifní síti, je autobusová doprava.

## Partnerská města
- Laufen (Salzach), Německo